# Do Wah Diddy Diddy
Do Wah Diddy Diddy är en låt som ursprungligen skrevs för den amerikanska vokalgruppen The Exciters som släppte den på singel 1963.
Låten spelades snabbt in av den brittiska gruppen Manfred Mann som hade mycket större framgång med sin inspelning. Den toppade singellistorna i USA och Storbritannien två veckor vardera. I Sverige var den än mer framgångsrik och låg etta på Kvällstoppen en månad.
Exciters version har en mer trumbetonad takt och R&B-betonad ljudbild, medan Manfred Manns version är snabbare och mer rock och popbetonad med gitarr och elorgel.
Låten spelas i filmen L. A. Story och har även en prominent plats i komedifilmen Lumparkompisar där den sjungs av trupper under exercisen.

## Listplaceringar
| Lista (1964)   | Position              |
| -------------- | --------------------- |
| Finland        | 4                     |
| Flandern       | 8                     |
| Frankrike      | 41                    |
| Irland         | 2                     |
| Kanada         | 1 (RPM)               |
| Nederländerna  | 6                     |
| Norge          | 4 (VG-lista)          |
| Storbritannien | 1                     |
| Sverige        | 1 (Kvällstoppen)      |
| Sverige        | 1 (Tio i topp)        |
| USA            | 1 (Billboard Hot 100) |
| Vallonien      | 13                    |
| Västtyskland   | 4                     |